# Funcție Kelvin
În matematică, funcțiile Kelvin, notate Berν(x) și Beiν(x), sunt  partea reală și respectiv partea imaginară a funcției:
{\displaystyle J_{\nu }(xe^{3\pi i/4})\,\!}
unde x este real, iar {\displaystyle J_{\nu }(z)\,\!} este funcția Bessel de prima speță și de ordinul ν. 
Similar, funcțiile Kerν(x) și Keiν(x) sunt respectiv partea reală si partea imaginară a funcției:
{\displaystyle K_{\nu }(xe^{3\pi i/4})\,\!}
unde {\displaystyle K_{\nu }(z)\,} este funcția Bessel modificată de speța a II-a și de ordinul ν. 
Deși funcțiile Kelvin sunt definite ca parte reală si imaginară ale funcțiilor Bessel cu x real, ele pot fi prelungite analitic pentru argumente complexe x ei φ, φ ∈ [0, 2π). Cu excepția funcțiilor Bern(x) și Bein(x) pentru n întreg, funcțiile Kelvin au un punct de ramificație în x = 0.

## Ber(x)

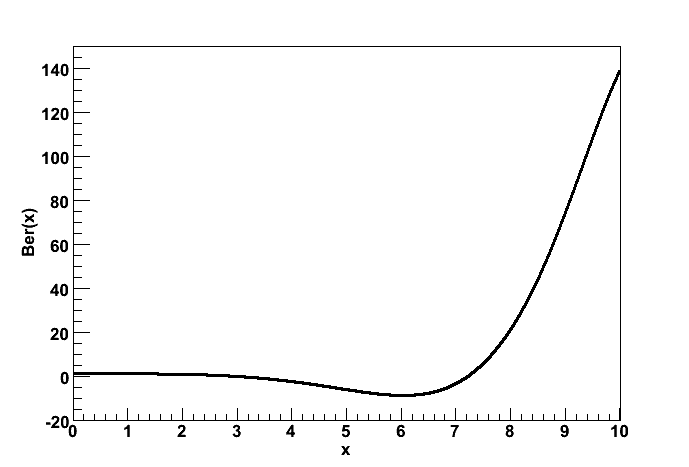
Ber(x) pentru între 0 şi 10.

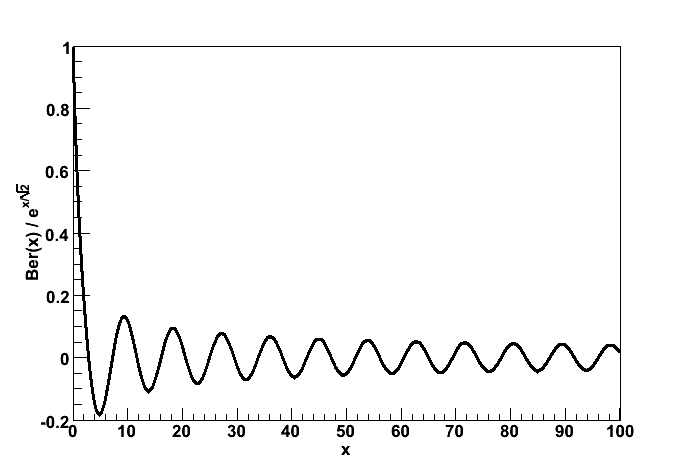
pentru între 0 şi 100.

Pentru n întreg, Bern(x) are următoarea dezvoltare în serie:
{\displaystyle \mathrm {Ber} _{n}(x)=\left({\frac {x}{2}}\right)^{n}\sum _{k\geq 0}{\frac {\cos \left[\left({\frac {3n}{4}}+{\frac {k}{2}}\right)\pi \right]}{k!\Gamma (n+k+1)}}\left({\frac {x^{2}}{4}}\right)^{k}}
unde {\displaystyle \Gamma (z)} este funcția Gamma.
Cazul special Ber{\displaystyle _{0}(x)}, în mod normal notat cu Ber{\displaystyle (x)}, are următoarea dezvoltare în serie:
{\displaystyle \mathrm {Ber} (x)=1+\sum _{k\geq 1}{\frac {(-1)^{k}(x/2)^{4k}}{[(2k)!]^{2}}}}
iar dezvoltarea asimptotică este
{\displaystyle \mathrm {Ber} (x)\sim {\frac {e^{\frac {x}{\sqrt {2}}}}{\sqrt {2\pi x}}}[f_{1}(x)\cos \alpha +g_{1}(x)\sin \alpha ]-{\frac {\mathrm {Kei} (x)}{\pi }}},
unde {\displaystyle \alpha =x/{\sqrt {2}}-\pi /8}, iar
{\displaystyle f_{1}(x)=1+\sum _{k\geq 1}{\frac {\cos(k\pi /4)}{k!(8x)^{k}}}\prod _{l=1}^{k}(2l-1)^{2}}
{\displaystyle g_{1}(x)=\sum _{k\geq 1}{\frac {\sin(k\pi /4)}{k!(8x)^{k}}}\prod _{l=1}^{k}(2l-1)^{2}}

## Bei(x)

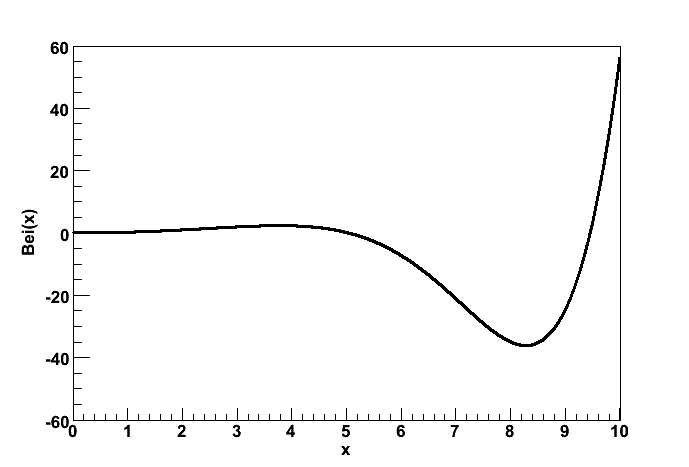
Bei(x) pentru între 0 şi 10.

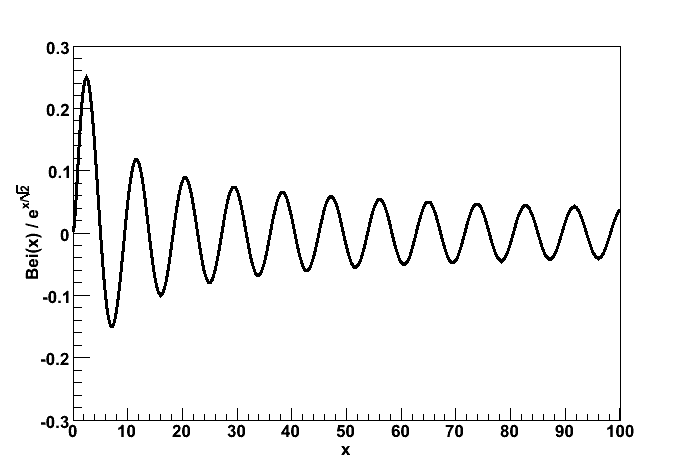
pentru între 0 şi 100.

pentru {\displaystyle n} întreg, Bei{\displaystyle _{n}(x)} are următoarea dezvoltare în serie:
{\displaystyle \mathrm {Bei} _{n}(x)=\left({\frac {x}{2}}\right)^{n}\sum _{k\geq 0}{\frac {\sin \left[\left({\frac {3n}{4}}+{\frac {k}{2}}\right)\pi \right]}{k!\Gamma (n+k+1)}}\left({\frac {x^{2}}{4}}\right)^{k}}
unde {\displaystyle \Gamma (z)} este funcția Gamma. Cazul special Bei{\displaystyle _{0}(x)}, în mod normal notat cu Bei{\displaystyle (x)}, are următoarea dezvoltare în serie:
{\displaystyle \mathrm {Bei} (x)=\sum _{k\geq 0}{\frac {(-1)^{k}(x/2)^{4k+2}}{[(2k+1)!]^{2}}}}
iar dezvoltarea asimptotică este:
{\displaystyle \mathrm {Bei} (x)\sim {\frac {e^{\frac {x}{\sqrt {2}}}}{\sqrt {2\pi x}}}[f_{1}(x)\sin \alpha +g_{1}(x)\cos \alpha ]-{\frac {\mathrm {Ker} (x)}{\pi }}},
unde {\displaystyle \alpha }, {\displaystyle f_{1}(x)} și {\displaystyle g_{1}(x)} sunt definite ca cele pentru Ber{\displaystyle (x)}.

## Ker(x)
Pentru n întreg, Kern(x) are următoarea dezvoltare în serie:

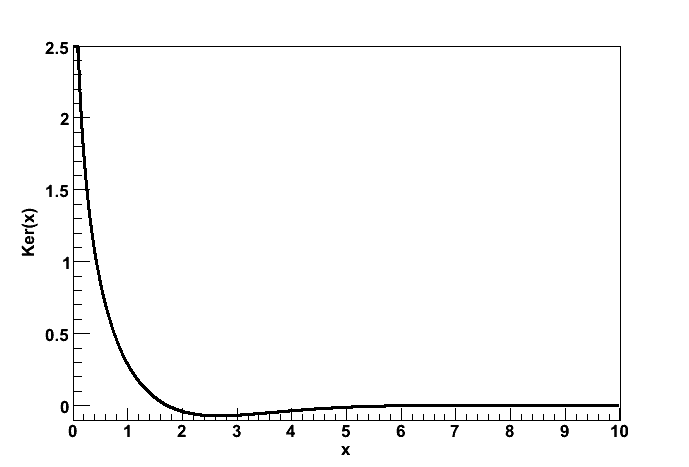
Ker(x) pentru între 0 şi 10.

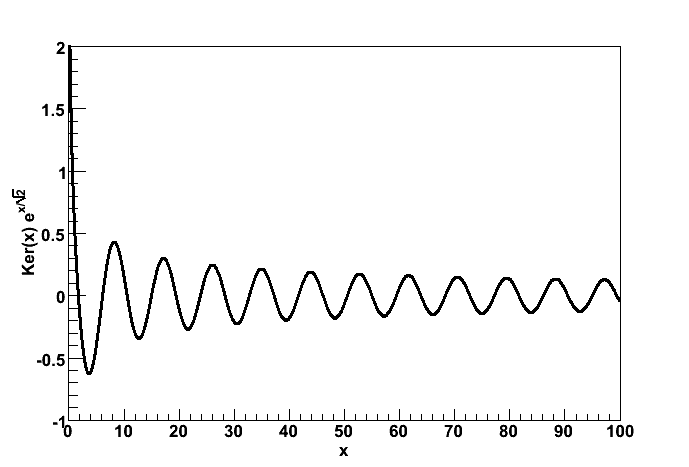
pentru între 0 şi 100.

{\displaystyle {\begin{aligned}\mathrm {Ker} _{n}(x)&={\frac {1}{2}}\left({\frac {x}{2}}\right)^{-n}\sum _{k=0}^{n-1}\cos \left[\left({\frac {3n}{4}}+{\frac {k}{2}}\right)\pi \right]{\frac {(n-k-1)!}{k!}}\left({\frac {x^{2}}{4}}\right)^{k}\\&+{\frac {1}{2}}\left({\frac {x}{2}}\right)^{n}\sum _{k\geq 0}\cos \left[\left({\frac {3n}{4}}+{\frac {k}{2}}\right)\pi \right]{\frac {\psi (k+1)+\psi (n+k+1)}{k!(n+k)!}}\left({\frac {x^{2}}{4}}\right)^{k}\\&-\ln \left({\frac {x}{2}}\right)\mathrm {Ber} _{n}(x)+{\frac {\pi }{4}}\mathrm {Bei} _{n}(x)\end{aligned}}}
unde {\displaystyle \psi (z)} este funcția Digamma. 
Cazul special Ker{\displaystyle _{0}(x)}, în mod normal notat cu Ker{\displaystyle (x)}, are următoarea dezvoltare în serie: 
{\displaystyle \mathrm {Ker} (x)=-\ln \left({\frac {x}{2}}\right)\mathrm {Ber} (x)+{\frac {\pi }{4}}\mathrm {Bei} (x)+\sum _{k\geq 0}(-1)^{k}{\frac {\psi (2k+1)}{[(2k)!]^{2}}}\left({\frac {x^{2}}{4}}\right)^{2k}}
și dezvoltarea asimptotică:
{\displaystyle \mathrm {Ker} (x)\sim {\sqrt {\frac {\pi }{2x}}}e^{-{\frac {x}{\sqrt {2}}}}[f_{2}(x)\cos \beta +g_{2}(x)\sin \beta ],}
unde {\displaystyle \beta =x/{\sqrt {2}}+\pi /8}, iar
{\displaystyle f_{2}(x)=1+\sum _{k\geq 1}(-1)^{k}{\frac {\cos(k\pi /4)}{k!(8x)^{k}}}\prod _{l=1}^{k}(2l-1)^{2}}
{\displaystyle g_{2}(x)=\sum _{k\geq 1}(-1)^{k}{\frac {\sin(k\pi /4)}{k!(8x)^{k}}}\prod _{l=1}^{k}(2l-1)^{2}.}

## Kei(x)
Pentru n întreg, Kein(x) are dezvoltarea in serie:

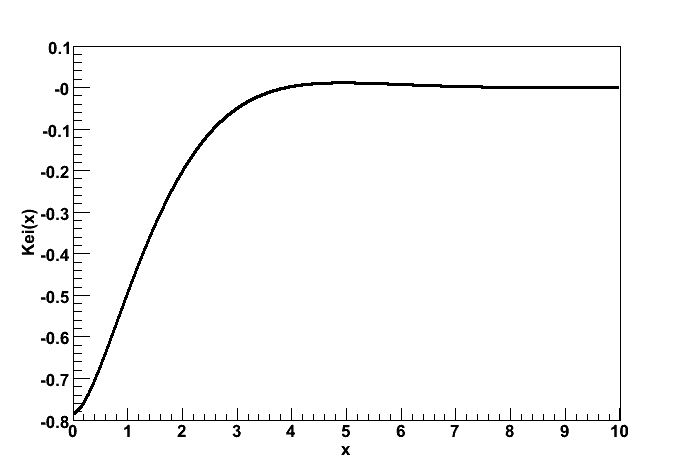
Kei(x) pentru între 0 şi 10.

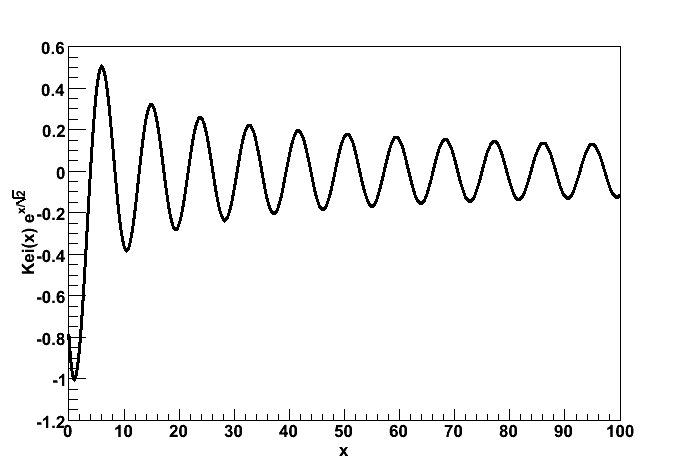
pentru între 0 şi 100.

{\displaystyle {\begin{aligned}\mathrm {Kei} _{n}(x)&={\frac {1}{2}}\left({\frac {x}{2}}\right)^{-n}\sum _{k=0}^{n-1}\sin \left[\left({\frac {3n}{4}}+{\frac {k}{2}}\right)\pi \right]{\frac {(n-k-1)!}{k!}}\left({\frac {x^{2}}{4}}\right)^{k}\\&+{\frac {1}{2}}\left({\frac {x}{2}}\right)^{n}\sum _{k\geq 0}\sin \left[\left({\frac {3n}{4}}+{\frac {k}{2}}\right)\pi \right]{\frac {\psi (k+1)+\psi (n+k+1)}{k!(n+k)!}}\left({\frac {x^{2}}{4}}\right)^{k}\\&-\ln \left({\frac {x}{2}}\right)\mathrm {Bei} _{n}(x)-{\frac {\pi }{4}}\mathrm {Ber} _{n}(x)\end{aligned}}}
unde {\displaystyle \psi (z)} este funcția Digamma. 
Cazul special Kei{\displaystyle _{0}(x)}, în mod uzual notat cu Kei{\displaystyle (x)}, are următoarea dezvoltare în serie:
{\displaystyle \mathrm {Kei} (x)=-\ln \left({\frac {x}{2}}\right)\mathrm {Bei} (x)-{\frac {\pi }{4}}\mathrm {Ber} (x)+\sum _{k\geq 0}(-1)^{k}{\frac {\psi (2k+2)}{[(2k+1)!]^{2}}}\left({\frac {x^{2}}{4}}\right)^{2k+1}}
și dezvoltarea asimptotică:
{\displaystyle \mathrm {Kei} (x)\sim -{\sqrt {\frac {\pi }{2x}}}e^{-{\frac {x}{\sqrt {2}}}}[f_{2}(x)\sin \beta +g_{2}(x)\cos \beta ],}
unde {\displaystyle \beta }, {\displaystyle f_{2}(x)} și {\displaystyle g_{2}(x)} sunt cele definite pentru Ker{\displaystyle (x)}.

## Referențe
- Abramowitz and Stegun, Handbook of Mathematical Functions With Formulas, Graphs, and Mathematical Tables, Capitolul 9.9.